# Liste der denkmalgeschützten Objekte in Mokrosuky
Grundlage dieser Liste der denkmalgeschützten Objekte in Mokrosuky ist die ÚSKP-Liste (Ústřední seznam kulturních památek České republiky, deutsch Zentrale Liste der Kulturdenkmäler der Tschechischen Republik), die von der tschechischen Denkmalschutzbehörde NPÚ (Národní památkový ústav, deutsch Nationale Denkmalbehörde) seit 1987 geführt wird und an die seit dem Jahr 1850 geschaffenen Listen anschließt.

## Denkmalgeschützte Objekte nach Ortsteilen

### Mokrosuky
| Lage                                                                           | Objekt              | Beschreibung | ÚSKP-Nr.                  | Bild           |
| ------------------------------------------------------------------------------ | ------------------- | --- | ------------------------- | -------------- |
| Mokrosuky, in der Nähe des Schlosses (Standort)                                | St.-Wenzels-Kapelle | Kapelle auf achteckigem Grundriss mit polygonalem Glockenturm, geschmiedetes Kreuz vor der Kapelle auf gotischem Steinsockel. Beispiel einer kleinen Sakralarchitektur aus dem Ende des 18. Jahrhunderts, die im späten 19. Jahrhundert pseudogotisch umgebaut wurde und sich in der Nähe der Burg befindet. | 13437/4-4800 Info Katalog | weitere Bilder |
| Mokrosuky (Standort)                                                           | Mokrosuky Schloss   | Zweiflügeliges Schloss mit Renaissancegiebeln, Arkaden und Eckschlosskapelle. Ursprünglich eine mittelalterliche Wasser-Festung, die nach 1579 zu einem Renaissanceschloss umgebaut wurde, ergänzt durch einen Bauernhof und einen kleinen Park.                                                             | 14069/4-3146 Info Katalog | weitere Bilder |
| Mokrosuky, östlich der Ortschaft, bei der Kreuzung Richtung Lešišov (Standort) | Kruzifix            | Auf einem Säulensockel massives Gusseisenkreuz. Ein Beispiel für ein kleines Sakraldenkmal aus der Mitte des 19. Jahrhunderts. | 35830/4-3147 Info Katalog | BW             |